# Annamanum subauratum
Annamanum subauratum là một loài bọ cánh cứng trong họ Cerambycidae.